# Bernard Bergonzi
Bernard Bergonzi FRSL (Londres, 1929) és un professor, escriptor, poeta i crític literari anglès. És professor emèrit per la Universitat de Warwick i un expert en T. S. Eliot.
Va néixer a Londres l'any 1929 i va estudiar a la Universitat d'Oxford. Tenia una destacada posició acadèmica a Manchester abans de traslladar-se a Warwick, i ha estat professor visitant i col·laborador en nombroses universitats dels Estats Units.

## Obres
- Godolphin and Other Poems (Latin Press, 1952).
- Descartes and the Animals - Poemes 1948-54 (1954).
- The Fantasy Poets: Number 34 (Fantasy Press 1957) amb Dennis Keene i Oscar Mellor.
- The Early H. G. Wells: A Study of The Scientific Romances (1961).
- L.P.Hartley and Anthony Powell (1962) amb Paul Bloomfield, British Council, Writers and Their Work #144, revisat el 1971 com Bergonzi on Powell.
- Heroes' Twilight. A Study of the Literature of the Great War (1965), revisat el 1980.
- An English Sequence (1966) poemes.
- Innovations: Where is our Culture Going? (1968) editor, amb Marshall Mcluhan, Frank Kermode, Leslie Fiedler.
- Great Short Works of Aldous Huxley (1969), editor.
- T.S.Eliot: Four Quartets (1969), editor, assajos.
- The Situation of the Novel (1970).
- "The Twentieth Century" (1970) editor, Volum 7 del Sphere History of Literature in the English Language.
- Memorials (1970), poemes.
- T. S. Eliot (1972).
- The Turn of a Century - Essays on Victorian and Modern English Literature (1973).
- H. G. Wells - A Collection of Critical Essays (1976) editor.
- Gerard Manley Hopkins (1977).
- Reading the Thirties (1978).
- Years (Mandeville Press 1979) poemes.
- The Roman Persuasion (1981) novel·la.
- The Myth of Modernism and Twentieth Century Literature (1986).
- A Short History of English Literature (1990) revisió d'Ifor Evans.
- Exploding English: Criticism, Theory, Culture (OUP, 1991).
- Wartime and Aftermath: English Literature and Its Background, 1939-60 (OUP, 1993).
- David Lodge (1995).
- War Poets and Other Subjects (1999).
- A Victorian Wanderer. The Life of Thomas Arnold the Younger (OUP, 2003).
- A Study in Greene (OUP, 2006).